# Biłka (obwód lwowski)
Biłka – wieś na Ukrainie w rejonie przemyślańskim należącym do obwodu lwowskiego.

## Położenie
Na podstawie Słownika geograficznego Królestwa Polskiego i innych krajów słowiańskich: Biłka to wieś w powiecie przemyślańskim, 10 km od Przemyślan.

## Historia
W 1921 wieś liczyła 102 zagrody i 647 mieszkańców, w tym 615 Ukraińców, 15 Polaków i 17 Żydów. W 1931 gospodarstw było 132 a mieszkańców 776.